# Gradska nogometna liga NP Osijek 1. razred 1957./58.
Podsavezna nogometna liga NP Osijek se od sezone 1954./55. je bila podjeljena u dvije skupine: pokrajinsku i gradsku ligu. Posljednjeplasirani klubovi su bili relegirani u gradsku ligu 2. razred. Prvak Podsaveza je dobiven turnirom između dva prvoplasirana kluba iz podsavezne grupe i prvoplasiranog iz gradske lige, te je prvak podsaveza sudjelovao u kvalifikacijama za ulazak u viši rang (2. saveznu ligu). Zbog osnivanja Slavonske nogometne zone, pored prvaka, u nju se plasirala i drugoplasirana momčad.

## Tablica
| Mj. | Klub                     | Sus. | Pobj. | Ner. | Por. | GR.   | Bod. |
| --- | ------------------------ | ---- | ----- | ---- | ---- | ----- | ---- |
| 1.  | NK Grafičar Osijek       | 18   | 16    | 1    | 1    | 72:18 | 33   |
| 2.  | NK Metalac Osijek        | 18   | 13    | 2    | 3    | 71:22 | 28   |
| 3.  | NK Hajduk Osijek         | 18   | 12    | 3    | 3    | 49:18 | 27   |
| 4.  | NK Elektra Osijek        | 18   | 10    | 1    | 7    | 51:33 | 21   |
| 5.  | NK LIO Osijek            | 18   | 6     | 4    | 8    | 38:37 | 16   |
| 6.  | NK Željezničar Osijek    | 18   | 6     | 4    | 8    | 39:53 | 16   |
| 7.  | NK Radnički Osijek       | 18   | 5     | 4    | 9    | 36:55 | 14   |
| 8.  | NK Olimpija Osijek       | 18   | 4     | 5    | 9    | 29:35 | 13   |
| 9.  | NK Drvodjelac Osijek     | 18   | 3     | 2    | 13   | 31:77 | 8    |
| 10. | NK Autoreparatura Osijek | 18   | 1     | 2    | 15   | 19:87 | 4    |

## Turnir za prvaka podsaveza
FD Proleter Belišće - NK Grafičar Osijek 4:2
NK Grafičar Osijek - FD Proleter Belišće 0:2
Prvak Osječkog podsaveza je postao FD Proleter Belišće.